# Orthosia mediomacula
Orthosia mediomacula är en fjärilsart som beskrevs av Barnes och Benjamin 1924. Arten placeras i släktet Orthosia eller i släktet Auctorum, och familjen nattflyn. Dess typlokal är Paradise i Chiricahua Mountains i sydöstra Arizona.